# 最内侧稳定圆轨道
最内侧稳定圆轨道（通常称为ISCO ）是在广义相对论中，测试粒子可以稳定地绕大质量物体运行的最小圆形轨道。最内侧稳定圆轨道标记了盘的内边缘，因此在黑洞吸积盘理论中起着重要作用。

## 數學表述
最内侧稳定圆轨道的位置，即ISCO半径（ {\displaystyle r_{\mathrm {isco} }} ）取决于中心物体的角动量（自旋）。

### 非旋轉黑洞
对于非旋转的大质量物体，其引力场可以用史瓦西度规表示，那么最内侧稳定圆轨道具有半径
{\displaystyle r_{\mathrm {isco} }={\frac {6\,GM}{c^{2}}}=3R_{S},}
其中 {\displaystyle R_{S}} 是具有质量为 {\displaystyle M} 的大质量物体的史瓦西半径。因此，即使对于非旋转物体，最内侧稳定圆轨道半径也仅是史瓦西半径 {\displaystyle R_{S}} 的三倍，这表明只有黑洞和中子星在其表面之外具有最内侧稳定圆轨道。随着中心物体的角动量增加， {\displaystyle r_{\mathrm {isco} }}也随之减少。
在ISCO和光子球之间仍然可能存在圆形轨道，但它们是不稳定的。光子球的半径为
{\displaystyle r={\frac {3\,GM}{c^{2}}}={\frac {3R_{S}}{2}}.}
对于像光子这样的无质量测试粒子，唯一可能且不稳定的圆形轨道恰好在光子球上。 在光子球以内，不存在圆形轨道。

### 旋转黑洞
旋转黑洞的情况稍有复杂。克尔度规下，赤道面上最内侧稳定圆轨道半径取决于轨道为顺行（下式取负号）或逆行（取正号）：
{\displaystyle r_{\mathrm {isco} }={\frac {GM}{c^{2}}}\left(3+Z_{2}\pm {\sqrt {(3-Z_{1})(3+Z_{1}+2Z_{2})}}\right)}
其中
{\displaystyle Z_{1}=1+{\sqrt[{3}]{1-x^{2}}}\left({\sqrt[{3}]{1+x}}+{\sqrt[{3}]{1-x}}\right)}
{\displaystyle Z_{2}={\sqrt {3x^{2}+Z_{1}^{2}}}}
这里 {\displaystyle x=a/M} 是为旋转参数。 随着黑洞的旋转速率增加，逆行的ISCO半径向 {\displaystyle 9GM/c^{2}}（a=0时视界半径的4.5倍）增加；而顺行的最内侧稳定圆轨道朝着视界半径减小，并且似乎最终与视界合并，成为一极端黑洞（不过后者是用Boyer-Lindquist坐标假想的结果 ）。
如果粒子也在旋转，则最内侧稳定圆轨道会进一步分裂，这取决于粒子旋转方向是否与黑洞旋转方向相同。 